# Кривський потік
Кривський потік (словац. Krivský potok) — річка в Словаччині, ліва притока Орави, протікає в окрузі Дольни Кубін.
Довжина приблизно 8—8,5 км. Витік лежить у масиві Скорушинські гори (геоморфологічна підодиниця Копец; схил гори Блато) — на висоті близько 1030 метрів. Протікає територією села Кріва.
Впадає в Ораву на висоті приблизно 535—540 метрів.